# جيريمي هانلي
جيريمي هانلي هو سياسي بريطاني، ولد في 17 نوفمبر 1945. نشط حزبياً في حزب المحافظين.

## مناصب
- في الانتخابات العمومية للمملكة المتحدة 1983 [الإنجليزية]‏، انتخب عضو البرلمان التاسع والأربعون للمملكة المتحدة  [لغات أخرى]‏ عن دائرة Richmond and Barnes (UK Parliament constituency) [الإنجليزية]‏ وقد انضم خلال فترته النيابية ‏ (9 يونيو 1983 – 18 مايو 1987) للكتلة البرلمانية حزب المحافظين.
- في الانتخابات العمومية للمملكة المتحدة 1987 [الإنجليزية]‏، انتخب عضو البرلمان الخمسون للمملكة المتحدة  [لغات أخرى]‏ عن دائرة Richmond and Barnes (UK Parliament constituency) [الإنجليزية]‏ وقد انضم خلال فترته النيابية ‏ (11 يونيو 1987 – 16 مارس 1992) للكتلة البرلمانية حزب المحافظين.
- في الانتخابات العامة في المملكة المتحدة 1992 [الإنجليزية]‏، انتخب عضو البرلمان الحادي والخمسون للمملكة المتحدة  [لغات أخرى]‏ عن دائرة Richmond and Barnes (UK Parliament constituency) [الإنجليزية]‏ وقد انضم خلال فترته النيابية ‏ (9 أبريل 1992 – 8 أبريل 1997) للكتلة البرلمانية حزب المحافظين.
- انتخب وزير الدولة للشؤون الخارجية  [لغات أخرى]‏ (5 يوليو 1995 – 5 مايو 1997).
- انتخب عضو المجلس الخاص بالمملكة المتحدة  [لغات أخرى]‏.
- انتخب Minister of State for the Armed Forces [الإنجليزية]‏ (27 مايو 1993 – 20 يوليو 1994).
- انتخب الأمين العام لحزب المحافظين [الإنجليزية]‏ (20 يوليو 1994 – 5 يوليو 1995).
- انتخب وزير الدولة للشؤون الخارجية  [لغات أخرى]‏ (5 يوليو 1995 – 5 مايو 1997).